# Alcubilla de Nogales
Alcubilla de Nogales és un municipi de la província de Zamora a la comunitat autònoma espanyola de Castella i Lleó. Està situat entre el riu Eria i la serralada de Carpurias.

## Demografia
| 1991 | 1996 | 2001 | 2004 |
| ---- | ---- | ---- | ---- |
| 262  | 216  | 201  | 193  |